# Charaxes orilus
Charaxes orilus är en fjärilsart som beskrevs av Butler 1869. Charaxes orilus ingår i släktet Charaxes och familjen praktfjärilar. Inga underarter finns listade i Catalogue of Life.